# Fúlvia Rosemberg
Fúlvia Maria de Barros Mott Rosemberg (1942 - 12 de setembro de 2014) foi uma psicóloga, professora, pesquisadora brasileira e escritora. Reconhecida por atuar nas áreas da psicologia, educação infantil, ações afirmativas com estudos interseccionais de raça, gênero e infância, mais especificamente dos 0 aos 6 anos e políticas públicas educacionais.  Foi professora titular da Pontifícia Universidade Católica de São Paulo (PUC-SP) e pesquisadora consultora da Fundação Carlos Chagas (FCC).

## Atuação profissional
Formou-se em Psicologia pela Universidade de São Paulo (USP) em 1965. Doutora em psicobiologia da criança na Ecole Pratique des Hautes Etudes (Escola Prática de Altos Estudos), Universidade de Paris em 1969. Consolidou sua carreira, durante décadas, desenvolvendo estudos sobre interseccionalidade e educação, na esfera da infância.

Conduziu pesquisas sobre o impacto do racismo institucional no ambiente escolar, destacando o impacto do racismo e discriminação de gênero no acesso e permanência de crianças negras e meninas nas escolas. Converteu-se em uma da pioneiras no Brasil nos estudos de raça, gênero e infância no campo da educação.